# Castillo de la Chatonnière
El castillo de la Chatonnière (en francés: Château de la Chatonnière) es un castillo  de estilo renacentista con museo, parque y jardines « à la française », « à l'anglaise » y contemporáneo, que cuenta con un pabellón y arboreto de 10 hectáreas de extensión de propiedad privada, localizado en la comuna de Azay-le-Rideau, en la región de Centro-Val de Loira de Francia.
El edificio está situado en el interior del perímetro de Val de Loire inscrito como Patrimonio de la Humanidad de la UNESCO.
El castillo de la Chatonnière ha sido objeto de una inscripción a título de los monuments historiques de France desde el 4 de febrero de 1976 (Base Mérimée ref. n.º PA00097547).

## Localización
La comuna de  Azay-le-Rideau  es una población y comuna francesa, situada en la región de Centro, en el distrito de Chinon y cantón de Azay-le-Rideau, en la provincia francesa de la Touraine.
En un valle secreto abierto sobre el río Indre y el « forêt de Chinon » (bosque de Chinon), se suceden en un arco once jardines en terrazas, no lejos de la carretera que une Langeais a Azay-le-Rideau las siete torres del castillo de estilo Renacimiento de Chatonnière dominan sobre estos jardines.
Jardins de la Chatonnière Route de Langeais D57, Domaine du Château de la Chatonnière, Code postal 37190 Azay-le-Rideau, Département de Indre-et-Loire, Région de Centre, Cedex France-Francia.
Planos y vistas satelitales, 47°16′49″N 0°25′15″E / 47.28028, 0.42083

## Historia
Los Jardines de la Chatonnière son un total de 12 y se crearon entre 1995 y 2007 por Béatrice Gonzalez de Andia y Elio, herederos de su padre en 2005, quién adquirió la finca en 1955.
Béatrice es ahijada y sobrina del séptimo y último duque de Talleyrand, gran coleccionista y esteta fue compañera de estudios en Ciencias Políticas en París de Bernadette y Jacques Chirac.
Así mismo fue delegada general de la "Acción Artística de la Ciudad de París", que gracias a su iniciativa se realizó en 1981 el rescate del Castillo de Biron, que perteneció a su familia hasta 1939.
En 2006 presidenta de la fundadora del « l' Observatoire du Patrimoine Religieux » (El Observatorio del Patrimonio Religioso).
Los jardines fueron plantados y mantenidos por el jardinero Ahmed Azéroual, el antiguo responsable los del castillo de Villandry.
Abierto al público en el año 2000, el jardín del castillo de la Chatonnière recibió en 2002 el premio de las « Vielles Maisons Françaises » (antiguas casas francesas), en 2005 el premio de la « Demeure Historique » (Cámara de Historia), en 2008 el primer premio del « beau potager de France » (bello huerto de Francia) que lo obtuvo con un empate, en 2011 el premio a la Excelencia de la SNHF, en 2012 el premio europeo de los jardines, y en 2013 el primer premio de los « théâtres de verdure » (teatros verdes).

## Los Jardines
1. Al sur del castillo en una zona verde dominada por altos tilo y topiarias de tejos en forma de conos, el Jardin de l'Elégance (Jardín de la Elegancia) que fue creado en 1996) es refinado, decorado con estatuas, jarrones, arboledas y vistas. Sus neveros, laberintos y parterres alternan estacionalmente con macizos de flores de narcisos en marzo, en abril de tulipanes, rosas en mayo y dalias en verano y un millón de ciclamenes en otoño.
2. Oculta de todas las partes, protegido de los vientos del norte por un millar de rosas fragantes de color fuego, el Jardin de l'Abondance (Jardín de la Abundancia) fue creado en el año 2000 nos descubre diversas variedades de hortalizas cultivadas de limitadas por boj. Las fresas, puerros, berenjenas, albahaca, cebollino, perejil, tomates, apio, col roja y blanca, pimientos rojos y acelgas rojas son parte de un diseño en forma de hoja de rosa cuyas costillas son senderos.
3. A sus pies, el Jardin de l'Intelligence (Jardín de la Inteligencia), « jardin à la française » rodeado de pérgolas cubiertas de rosas rojas y clematis azules muestra cuatro cuadros azules y rojos con cubierta arabescos académicos.
4. Rodeado de un claustro con arcadas subrayadas con mimbres trenzadas vivas, el Jardin des Sciences (Jardín de las Ciencias), establecido en 2003, es un tablero de ajedrez de 80 azulejos alternados con césped aromático y plantas medicinales utilizadas en la Edad Media.
5. Inspirado en el Sueño de Polífilo el Jardin des Romances (Jardín de los Romances) creado en 2002, consiste en un collar de treinta lechos florales de amor cuyas paredes son frágiles celosías cúpulas de mimbre trenzado vivas y cúpulas de rosas multicolores. En el centro de este anillo mágico se encuentra un laberinto de un diseño inspirado en el arte Vikingo.
6. Con vistas al jardín de los Romances y al jardín de la Media Luna de las fragancias en una cinta de 200 m de largo se plantan 400 rosas de la « English Rose Collection » de David Austin, que forman el Jardin des Luxuriances (Jardín de la exuberancia) creado en 2008. A la sombra de los tilos y de las rosas doble fragantes inglesas estas compiten en belleza con las otras rosas de obtentores franceses de los otros jardines.
7. Al lado del acantilado detrás del castillo que lo domina, el Croissant des Fragrances (La Media Luna de Fragancias), creado en 1999, se alinea con mil rosas rojas que coronan una pérgola donde hay rosas trepadoras de color oro.
8. Al pie de las cuevas trogloditas, el Jardin de l'Invraisemblance (Jardín de Improbabilidad), creado en 2007 disfruta de una vista incomparable del castillo de la Chatonnière y sus jardines, un ramo de flores a la escala del paisaje. Sus lechos florales perfumadas animan a la meditación.
9. En el corazón de la casa señorial, en un espacio dominado por un ciprés rodeado de cuadrados de césped y boj decorados con jarrones reales, el Jardin du Silence (Jardín del Silencio), creado en 1997, con su antiguo pozo y palomar, es a la vez elegante y severo.
10. Hacia el oeste, al pie de las torres medievales, en torno a una cuenca, se encuentra el Jardins des Sens (Jardín de los Sentidos), creado en 1997), plantado con la exuberancia de las borduras de flores mezcladas típicas de los "cottage gardens" ingleses dentro de diseños de boj. Cubiertos de ciento cincuenta variedades de plantas vivaces muticolores, sus macizos concéntricos están rematados por una nube blanca de tallos de rosas que llenan los sentidos: vista, oído, olfato, tacto y gusto.
11. Cubriendo las colinas y las prominencias que van hasta el horizonte del Jardin de la France (Jardín de Francia), creado en 2001 es un jardín de apariencia salvaje, homenaje a la Touraine. Adornado con un océano de seis hectáreas de amapolas y acianos, el viento que sacude el valle los mueve en ondas gráciles alternando según sea la temporada con rosas y cosmos blancos.

Detalles del parque y jardines
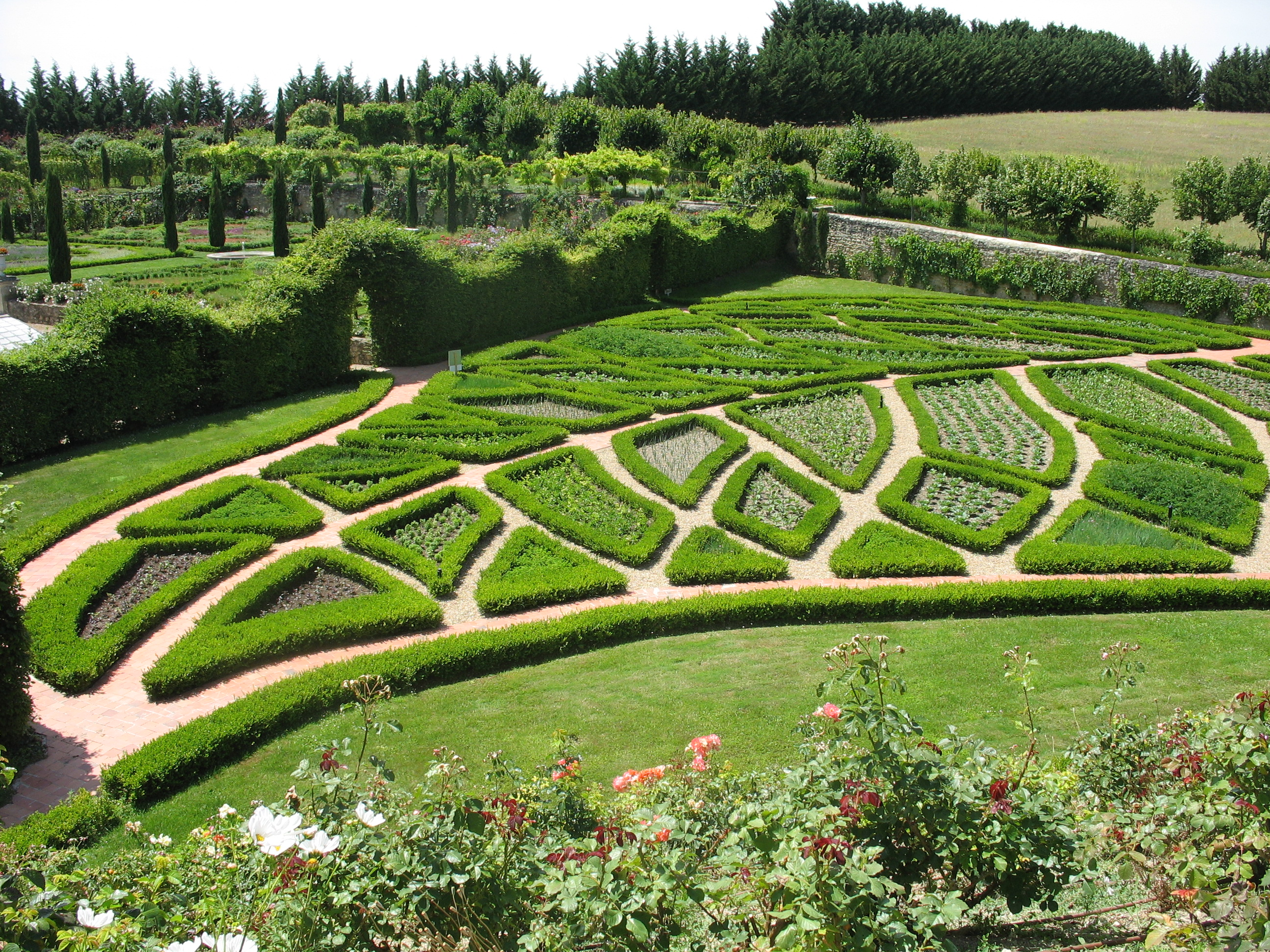
Vista del jardín « à la française » de la Chatonnière.
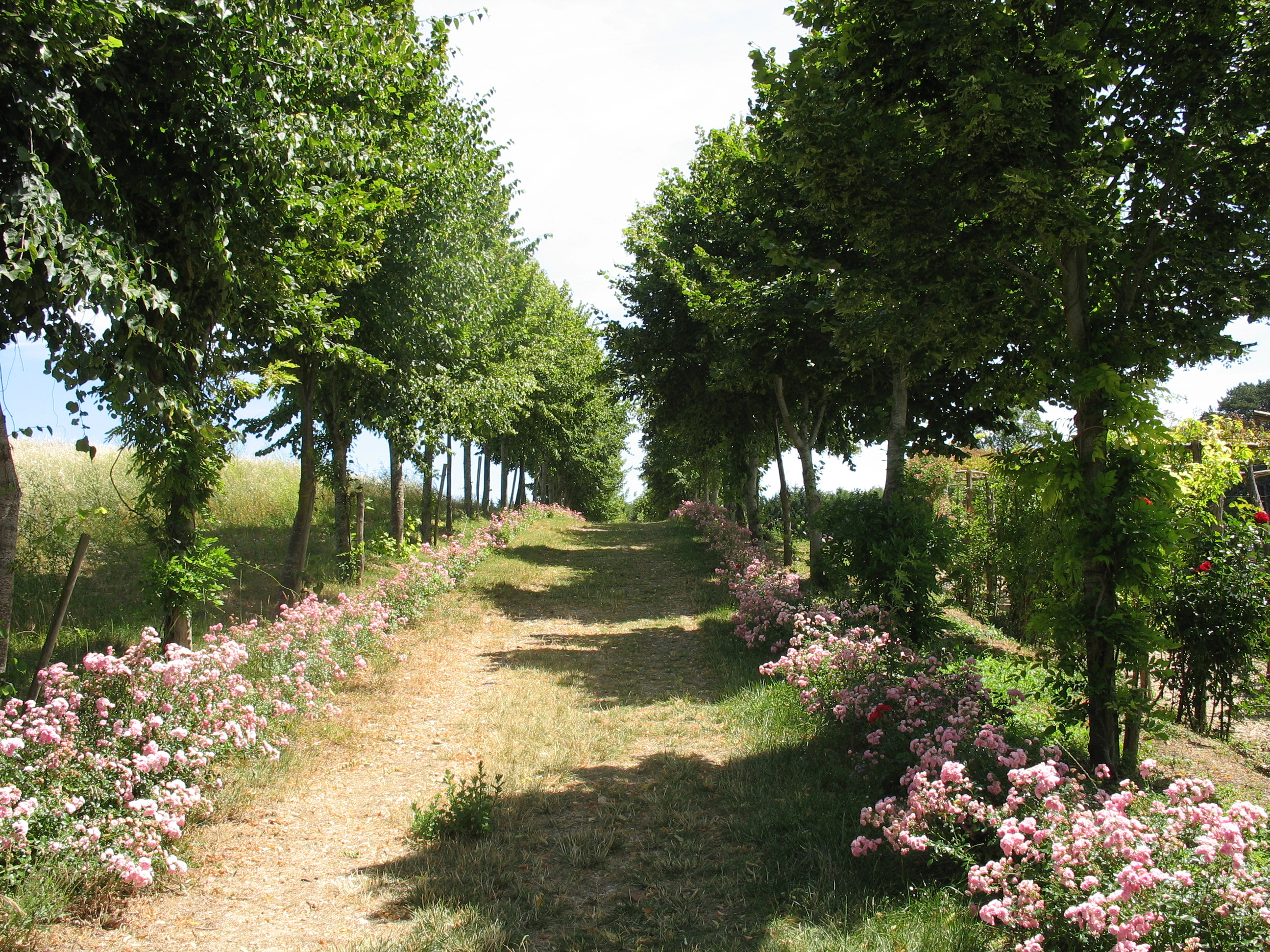
Alameda en el jardín
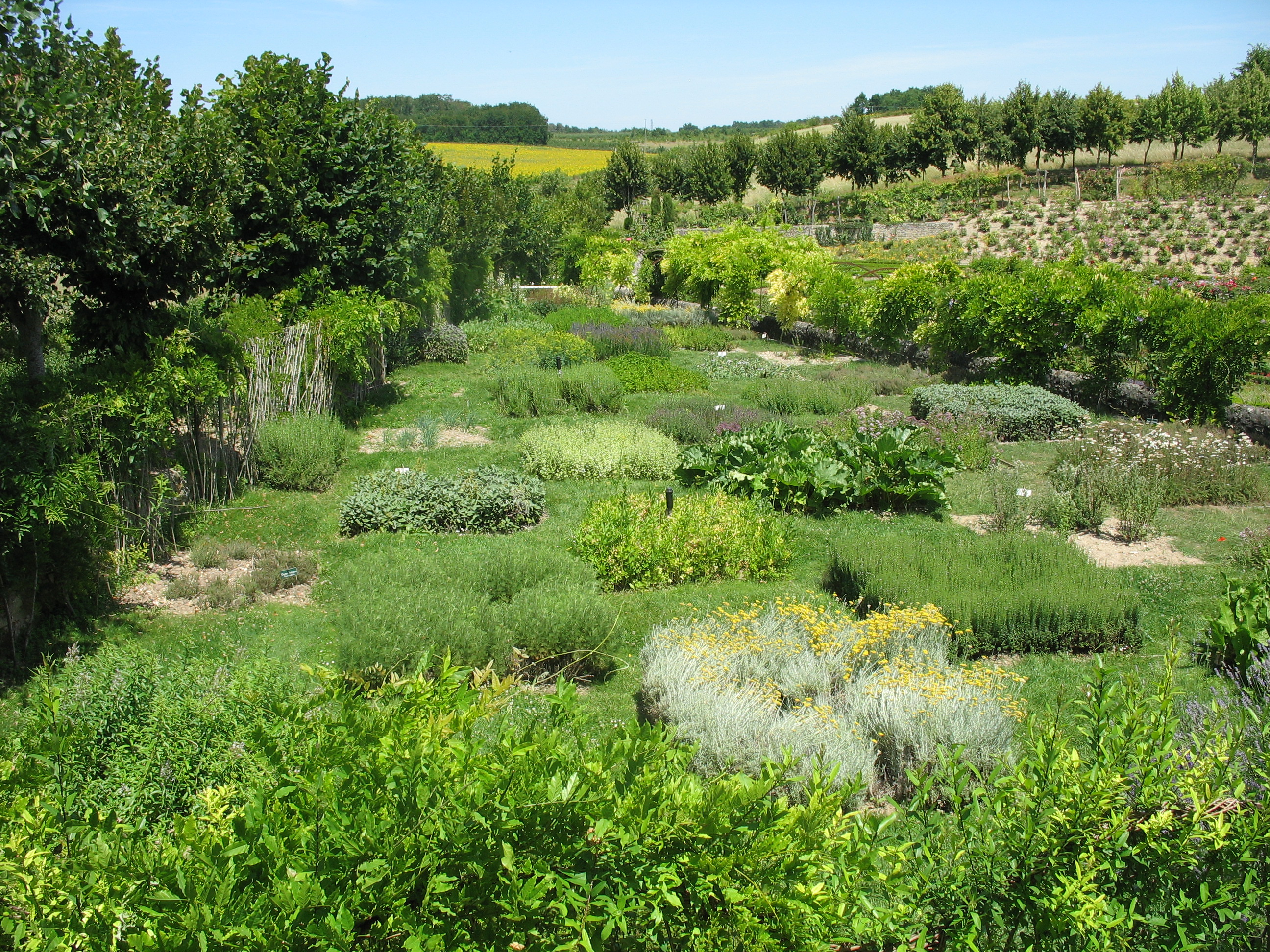
Macizos florales en la Chatonnière.
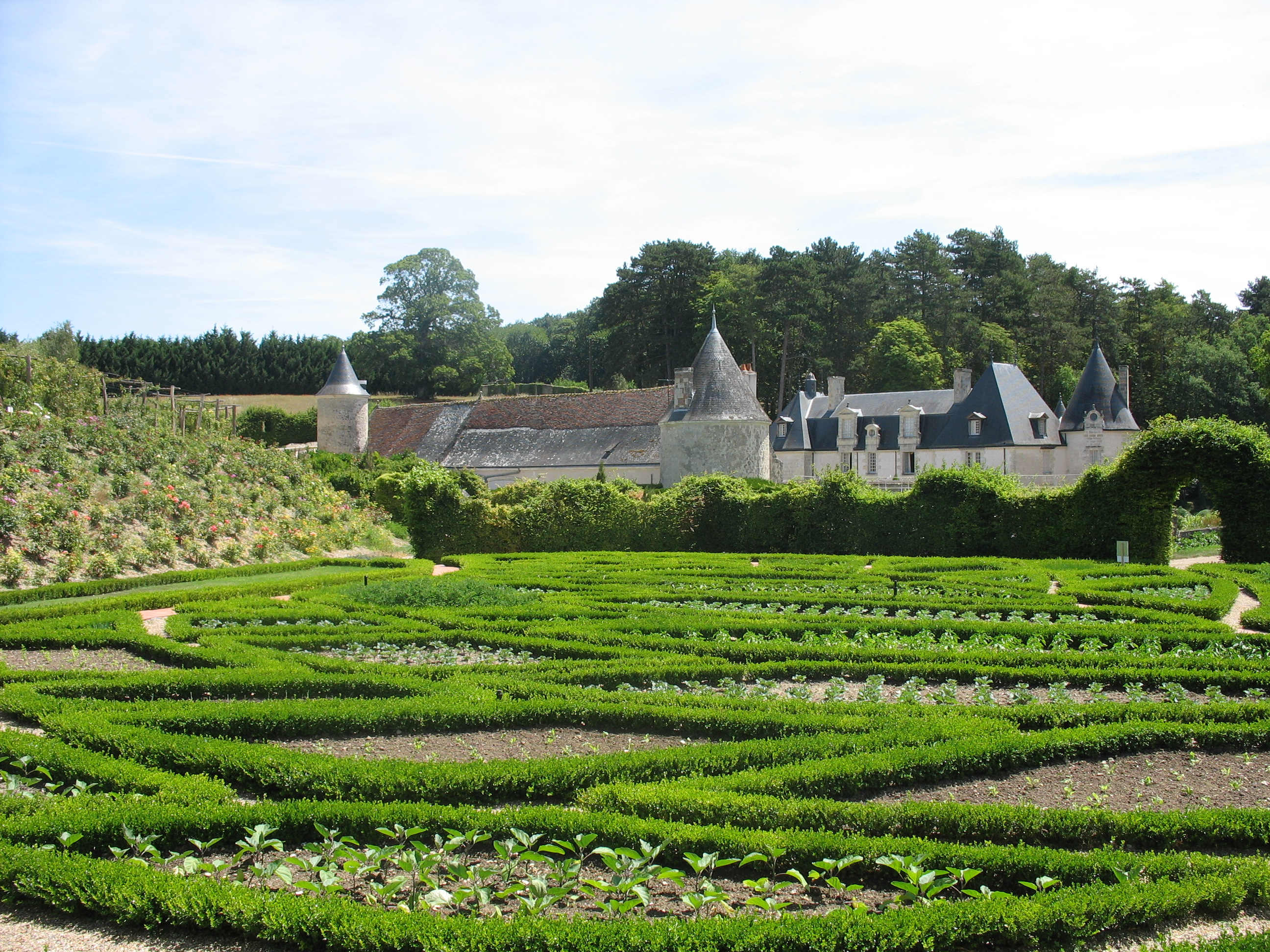
Parterres en la Chatonnière.

El castillo está registrado como monumento histórico en 1976, así como los jardines del castillo, (Base Mérimée ref. nº PA00097547).
El castillo está rodeado con árboles centenarios, entre ellos un castaño centenario digno de mención junto a las torres del castillo. En el jardín abundan las dalias, rosas, myosotis, peonías, lirios, tulipanes y azucenas.
En el sotobosque con unas dos hectáreas se pueden observar rosales silvestres, narcisos, ciclamenes o azafranes según las estaciones del año.
El castillo y los comunes así como el patio de los jardines, el parque están clasificados monumento histórico por el decreto del 4 de febrero de 1976

Detalles del Château de la Chatonnière
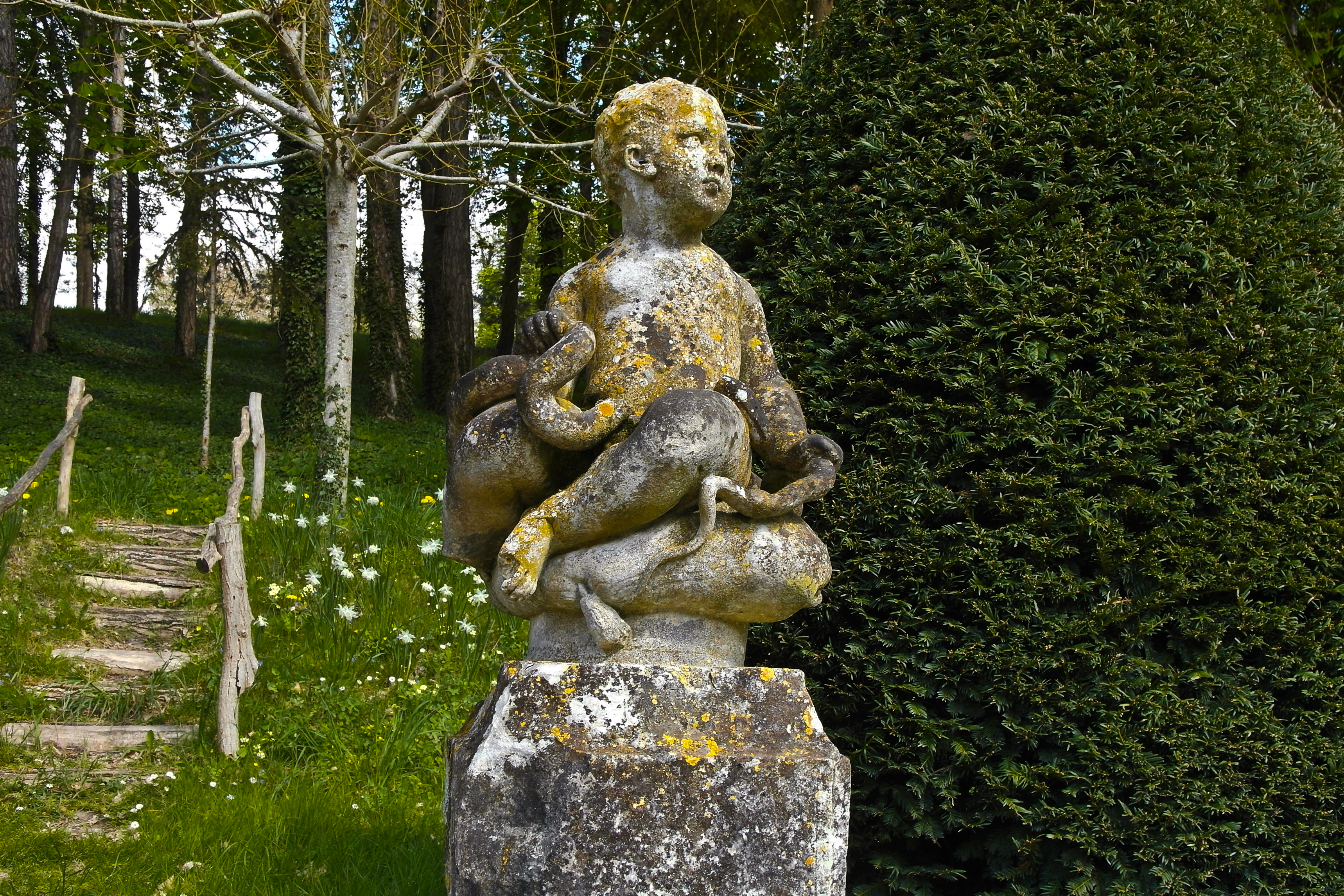
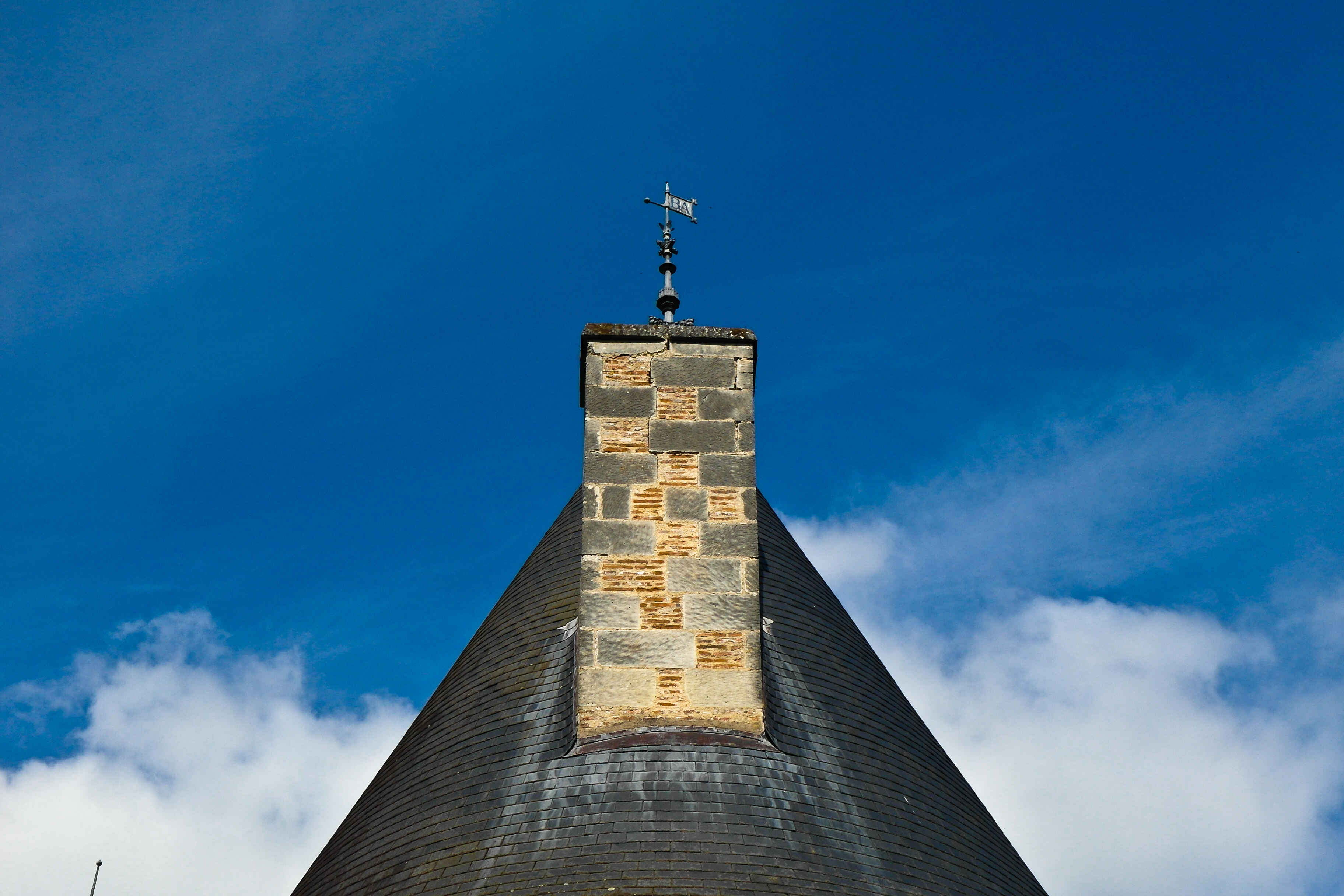
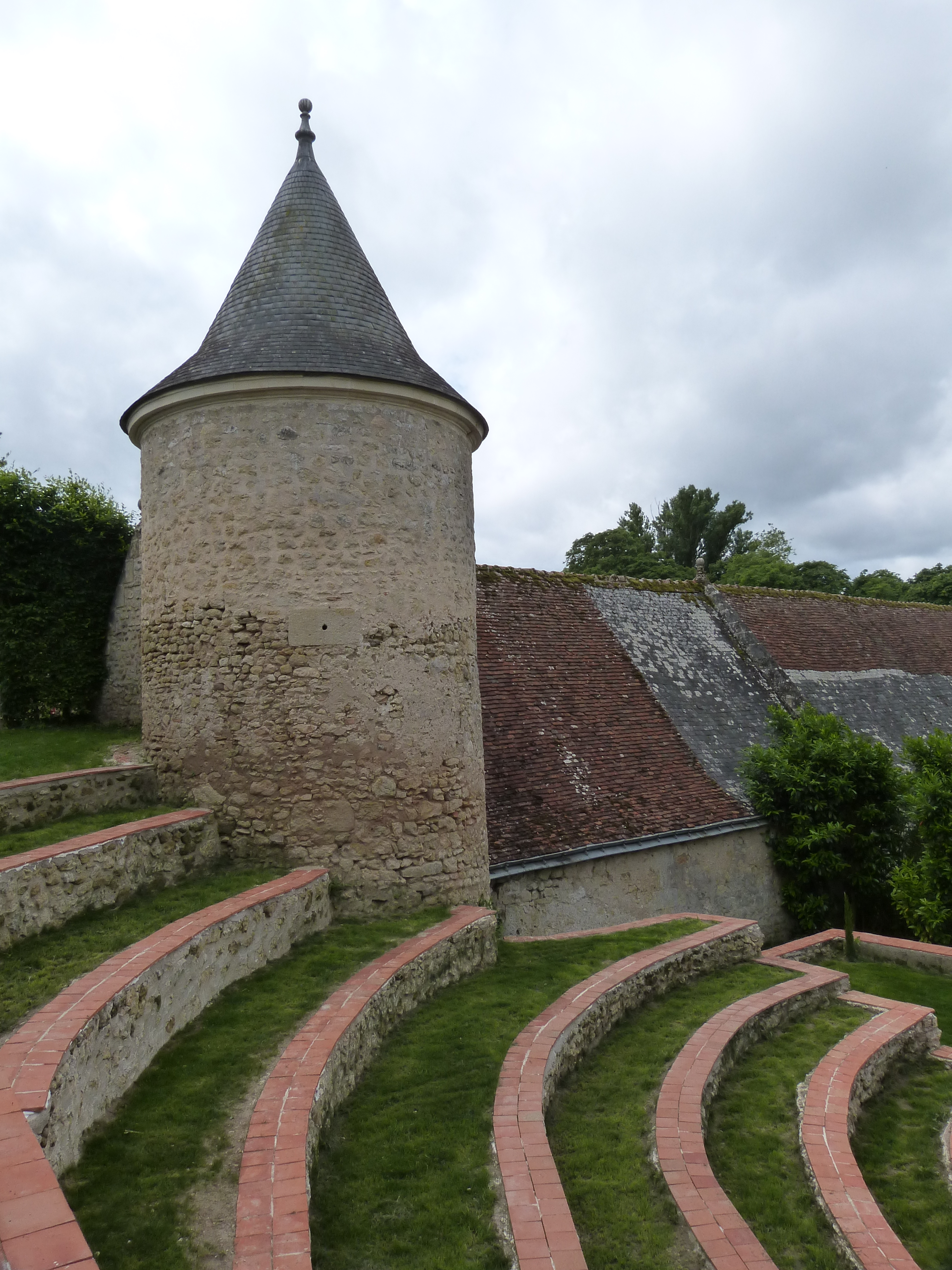
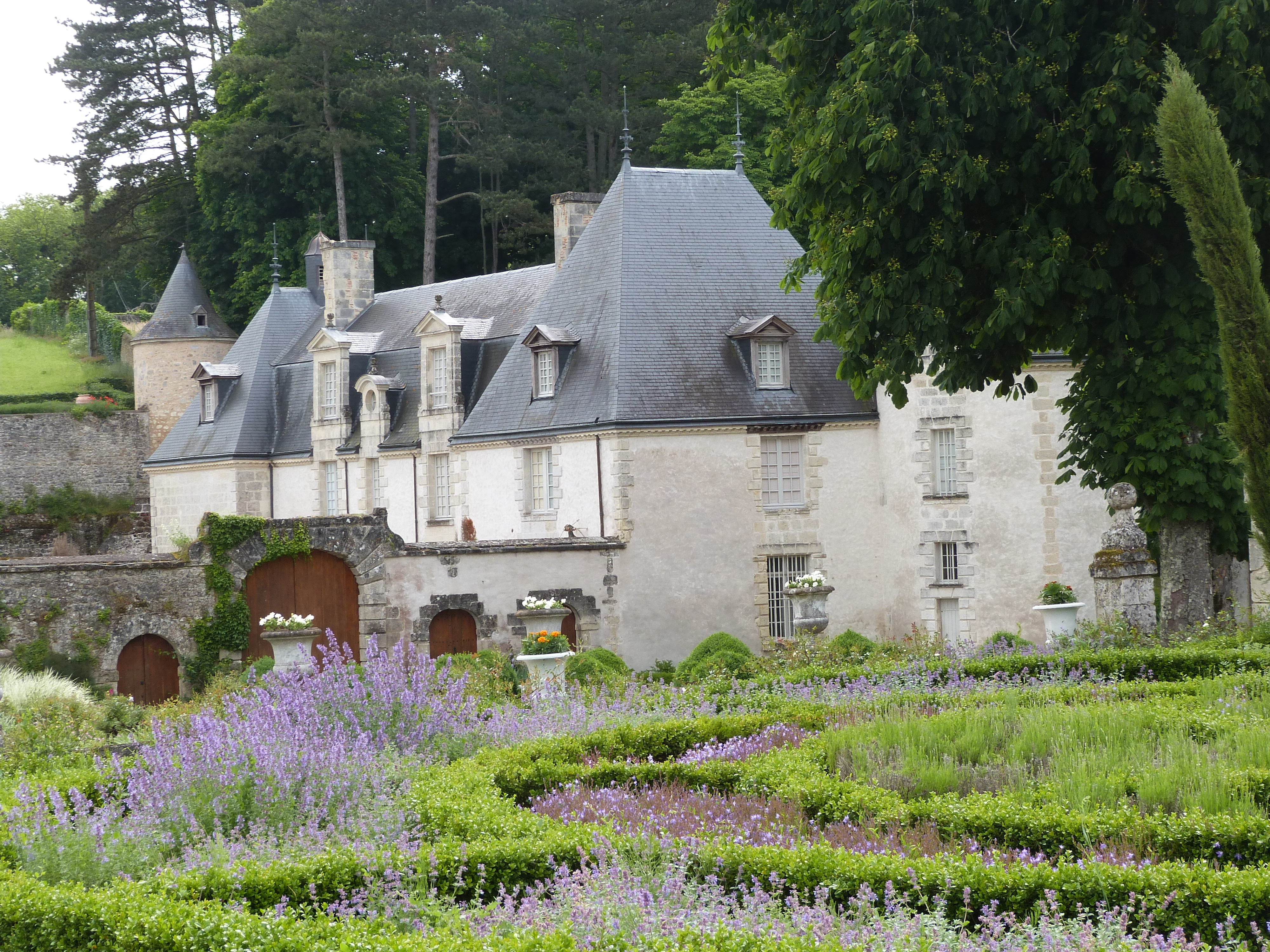
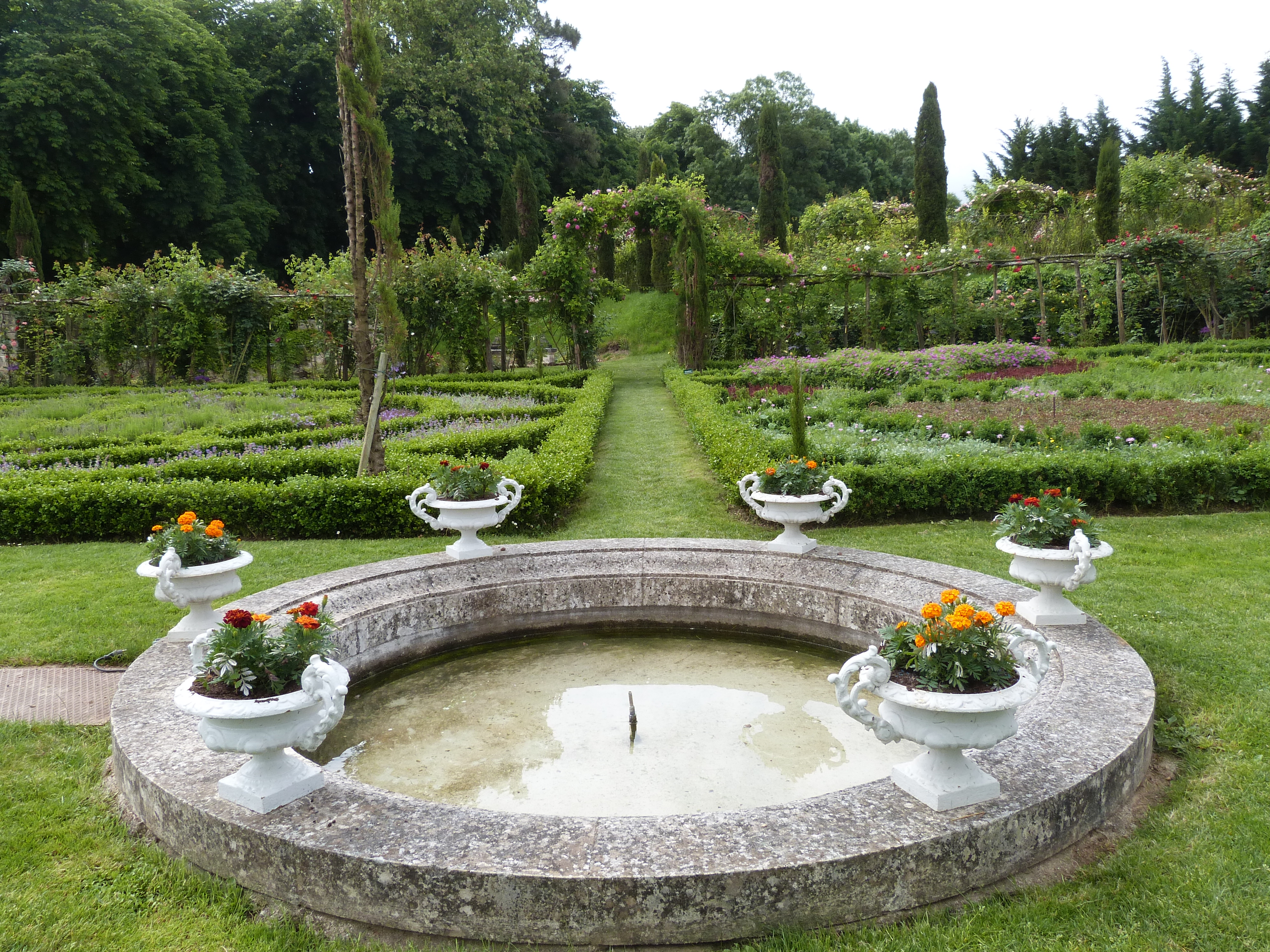